# Cyprien Katsaris
Cyprien Katsaris (ur. 5 maja 1951 w Marsylii) – francuski pianista i kompozytor cypryjskiego pochodzenia, artysta UNESCO na rzecz Pokoju.

## Życiorys
Pierwszy raz zasiadł przed instrumentem w wieku 4 lat, w Kamerunie, gdzie spędził dzieciństwo. Jego pierwszą nauczycielką była Marie-Gabrielle Louwerse.
Ukończył Konserwatorium Paryskie, gdzie studiował fortepian z Aline van Barentzen i Monique de la Bruchollerie, oraz kameralistykę z René Leroy i Jean Hubeau. Od tego czasu był uczestnikiem i zwycięzcą wielu konkursów.
Swój pierwszy publiczny występ dał w Paryżu, w Théâtre des Champs Élysées 8 maja 1966 roku jako zwycięzca konkursu młodzieżowego. Zagrał tam Fantazję Węgierską Ferenca Liszta z Orchestre Symphonique d'Ile-de-France pod batutą René-Pierre'a Chouteau. Od tego czasu grał z licznymi światowymi orkiestrami i dyrygentami. Założył również Katsaris Piano Quintet, zespół muzyki kameralnej występujący obu Amerykach, Europie i Japonii. Współpracował z licznymi wytwórniami muzycznymi, założył także własną: Piano 21 (2001).
Zasiadał w jury m.in.: XII Międzynarodowego Konkursu Pianistycznego im. Fryderyka Chopina w Warszawie (1990), Międzynarodowego Konkursu im. Ferenca Liszta w Utrechcie (1996), oraz Konkursu beethovenowskiego w Bonn (2005).
W 2006 wydał wraz z Warner Classics komplet wszystkich 9 symfonii Beethovena w transkrypcji Ferenca Liszta (za IX symfonię otrzymał nagrodę Nagranie Roku w 1984 w Niemczech). W 1997 został artystą UNESCO na rzecz Pokoju, jest także członkiem Stowarzyszenia na rzecz Pokoju.

## Wyróżnienia[2]
- 1970: Nagroda fundacji Alberta Roussela
- 1972: Zdobywca Nagrody Międzynarodowego Konkursu Królowej Elżbiety (Belgia)
- 1972: Nagroda Fundacji Alexa de Vries (Antwerpia)
- 1974: Pierwsza nagroda Międzynarodowym Konkursie im. Cziffra (Wersal)
- 1977: Konkurs Młodych Interpretatorów Rostrum-UNESCO (Bratysława)
- 1997: Artysta UNESCO na rzecz Pokoju
- 2000: Kawaler Orderu Sztuki i Literatury (Francja)
- 2001: Médaille Vermeil de la Ville de Paris
- 2009: Komandor Orderu Zasługi Wielkiego Księstwa Luksemburga
- 2011: Nagroda Nemitsas (Cypr)